# Nana Takagi
Nana Takagi (jap. 高木 菜那, Takagi Nana; * 2. Juli 1992 in Makubetsu, Hokkaidō) ist eine japanische Eisschnellläuferin.

## Werdegang
Takagi erreichte ihre ersten internationalen Erfolge bei den Juniorenweltmeisterschaften 2010 in Moskau und 2012 in Obihiro. Dabei gewann sie jeweils die Silbermedaille im Mehrkampf. Im Oktober 2013 wurde sie japanische Meisterin über 3000 m. Ihre ersten Weltcupläufe lief sie im November 2013 in Calgary. Dort belegte sie in den Einzelrennen den zehnten Platz über 3000 m und den vierten Rang über 1500 m in der Division B. In der Teamverfolgung erreichte sie mit dem zweiten Platz ihre erste Podestplatzierung. Bei den Olympischen Winterspielen 2014 in Sotschi errang sie den 32. Platz über 1500 m und den vierten Platz in der Teamverfolgung. Beim Weltcupfinale in Berlin kam sie mit dem dritten Rang in der Teamverfolgung erneut aufs Podium. Zu Beginn der Saison 2014/15 wurde sie über 3000 m, über 1500 m und im Vierkampf japanische Meisterin. Beim ersten Weltcup der Saison in Obihiro belegte sie den zweiten Rang im Massenstart und in der Teamverfolgung. Im weiteren Saisonverlauf erreichte sie beim Weltcup in Berlin den dritten Rang in der Teamverfolgung und in Erfurt den zweiten Rang im Massenstart. Bei den Eisschnelllauf-Einzelstreckenweltmeisterschaften 2015 in Heerenveen gewann sie in der Teamverfolgung die Goldmedaille. Die Saison beendete sie auf dem vierten Platz im Massenstartweltcup. In der Saison 2015/16 holte sie jeweils in der Teamverfolgung mit zwei Siege in Heerenveen und einen Sieg in Inzell ihre ersten Weltcupsiege. Bei den Eisschnelllauf-Einzelstreckenweltmeisterschaften 2016 in Kolomna wurde sie Zehnte über 5000 m und gewann in der Teamverfolgung die Silbermedaille. In der folgenden Saison siegte sie in Astana, Heerenveen und in Stavanger jeweils in der Teamverfolgung. Zudem errang sie in Nagano den zweiten Platz in der Teamverfolgung und in Astana den zweiten Platz im Massenstart. Bei den Eisschnelllauf-Einzelstreckenweltmeisterschaften 2017 in Gangwon holte sie im Massenstart und in der Teamverfolgung jeweils die Silbermedaille und bei den Winter-Asienspielen 2017 in Obihiro die Bronzemedaille über 1500 m und die Goldmedaille in der Teamverfolgung. Auch in der Saison 2017/18 holte sie drei Weltcupsiege in der Teamverfolgung. In Calgary wurde sie Dritte im Massenstart. Beim Saisonhöhepunkt, den Olympischen Winterspielen 2018 in Pyeongchang, gewann sie jeweils die Goldmedaille im Massenstart und in der Teamverfolgung. Im Lauf über 5000 m kam sie auf den 12. Platz.
In der Saison 2018/19 siegte Takagi dreimal in der Teamverfolgung und zweimal im Massenstart und erreichte damit den fünften Platz im Massenstart-Weltcup. Bei den Einzelstreckenweltmeisterschaften 2019 in Inzell holte sie die Goldmedaille in der Teamverfolgung. Zudem lief sie dort auf den 16. Platz über 3000 m, auf den 15. Rang im Massenstart und auf den 13. Platz über 1500 m. Anfang März 2019 errang sie bei der Mehrkampfweltmeisterschaft in Calgary den 11. Platz.

## Persönliche Bestzeiten
- 500 m      38,47 s (aufgestellt am 21. Februar 2021 in Hachinohe)
- 1000 m    1:15,08 min (aufgestellt am 7. Februar 2020 in Calgary)
- 1500 m    1:52,06 min (aufgestellt am 12. Dezember 2021 in Calgary)
- 3000 m    3:57,81 min (aufgestellt am 3. Dezember 2021 in Salt Lake City)
- 5000 m    7:08,77 min (aufgestellt am 19. November 2017 in Stavanger)

## Teilnahmen an Weltmeisterschaften und Olympischen Winterspielen

### Olympische Spiele
- 2014 Sotschi: 4. Platz Teamverfolgung, 32. Platz 1500 m
- 2018 Pyeongchang: 1. Platz Teamverfolgung, 1. Platz Massenstart, 12. Platz 5000 m
- 2022 Peking: 2. Platz Teamverfolgung, 8. Platz 1500 m, 27. Platz Massenstart

### Einzelstrecken-Weltmeisterschaften
- 2015 Heerenveen: 1. Platz Teamverfolgung, 13. Platz Massenstart, 15. Platz 1500 m, 18. Platz 3000 m
- 2016 Kolomna: 2. Platz Teamverfolgung, 10. Platz 5000 m
- 2017 Gangwon: 2. Platz Teamverfolgung, 2. Platz Massenstart
- 2019 Inzell: 1. Platz Teamverfolgung, 13. Platz 1500 m, 15. Platz Massenstart, 16. Platz 3000 m
- 2020 Salt Lake City: 1. Platz Teamverfolgung, 5. Platz Massenstart, 8. Platz 1500 m

### Mehrkampf-Weltmeisterschaften
- 2015 Calgary: 9. Platz Vierkampf
- 2019 Calgary: 11. Platz Vierkampf
- 2020 Hamar: 8. Platz Vierkampf
- 2022 Hamar: 7. Platz Vierkampf

## Weltcupsiege

### Weltcupsiege im Einzel
| Nr. | Datum             | Ort        | Disziplin   |
| --- | ----------------- | ---------- | ----------- |
| 1.  | 17. November 2018 | Obihiro    | Massenstart |
| 2.  | 15. Dezember 2018 | Heerenveen | Massenstart |

### Weltcupsiege im Team
| Nr. | Datum             | Ort                 | Disziplin        |
| --- | ----------------- | ------------------- | ---------------- |
| 1.  | 5. Dezember 2015  | Inzell              | Teamverfolgung 1 |
| 2.  | 12. Dezember 2015 | Heerenveen          | Teamverfolgung 2 |
| 3.  | 12. März 2016     | Heerenveen          | Teamverfolgung 1 |
| 4.  | 3. Dezember 2016  | Astana              | Teamverfolgung 1 |
| 5.  | 9. Dezember 2016  | Heerenveen          | Teamverfolgung 3 |
| 6.  | 11. März 2017     | Stavanger           | Teamverfolgung 1 |
| 7.  | 10. November 2017 | Heerenveen          | Teamverfolgung 3 |
| 8.  | 2. Dezember 2017  | Calgary             | Teamverfolgung 2 |
| 9.  | 8. Dezember 2017  | Salt Lake City      | Teamverfolgung 3 |
| 10. | 16. November 2018 | Obihiro             | Teamverfolgung 3 |
| 11. | 23. November 2018 | Tomakomai           | Teamverfolgung 3 |
| 12. | 7. Dezember 2018  | Tomaszów Mazowiecki | Teamverfolgung 3 |
| 13. | 15. Dezember 2019 | Nagano              | Teamverfolgung 3 |